# Bronisław Wajda (1920–2007)
Bronisław Franciszek Wajda (ur. 12 listopada 1920 w Dąbrówce Polskiej, zm. 3 marca 2007) – polski działacz kombatancki i społeczny, więzień obozów niemieckich podczas II wojny światowej.

## Życiorys
Urodził się 12 listopada 1920 w Dąbrówce Polskiej pod Sanokiem. Był synem Józefa i Józefy. Uzyskał wykształcenie średnie.
Po wybuchu II wojny światowej 1939 i nastaniu okupacji niemieckiej ziem polskich jako uczeń gimnazjum został aresztowany przez Niemców na ulicy 6 maja 1940. Był przetrzymywany w więzieniu sanockim do 11 maja, w więzieniu w Tarnowie, skąd – wraz z grupą ponad 758 młodych Polaków – 14 czerwca 1940 został przewieziony do obozu KL Auschwitz – był to pierwszy masowy transport do Auschwitz. W obozie otrzymał numer obozowy 182. W obozie został skierowany do pracy przy produkcji elementów z cementu (niem. Betonkolonne). 15 kwietnia 1943 został wywieziony z Auschwitz. W 1943 został przeniesiony do obozu KL Mauthausen-Gusen. Tam po wyzwoleniu przez aliantów odzyskał wolność u kresu wojny 6 maja 1945.
Po wojnie powrócił do Sanoka. W 1945 został współzałożycielem sanockiego oddziału Związku byłych Więźniów Ideowo-Politycznych z czasów wojny z lat 1939–1945 (wraz z nim Arnold Andrunik, Jan Bezucha, Mieczysław Urbański) i 7 października 1945 wybrany skarbnikiem zarządu. Po przemianowano organizacji w lutym 1947 został wybrany skarbnikiem zarządu koła w Sanoku Polskiego Związku Byłych Więźniów Politycznych Hitlerowskich Więzień i Obozów Koncentracyjnych, ponownie wybrany 16 marca 1948. W 1949 organizację wcielono do Związku Bojowników o Wolność i Demokrację. Jesienią 1952 został wybrany członkiem zarządu oddziału powiatowego ZBoWiD w Sanoku, 20 marca 1957 przewodniczącym komisji rewizyjnej, 7 grudnia 1958 zastępcą członka. W 1965 został prelegentem tej organizacji i był nim nadal w 1979. W połowie 1977 po rezygnującym J. Lassocie objął funkcję skarbnika zarządu koła miejsko-gminnego ZBoWiD w Sanoku, następnie formalnie wybrany na tę funkcję 23 października 1977, ponownie 11 maja 1980, 28 listopada 1982 wybrany wiceprezesem zarządu, o złożeniu rezygnacji motywowanej względami prywatnymi 22 marca 1983 został czasowo zwolniony z pełnienia funkcji na okres sześciu miesięcy, jednak już nie powrócił do tego zajęcia w kole Sanok, natomiast później został włączony do składu Wojewódzkiej Komisji rewizyjnej ZBoWiD. Z sanockiego ZBoWiDu w 1977 został delegowany do Komisji do spraw Profilaktyki Miejskiego Komitetu Frontu Jedności Narodu. Należał do PZPR.
W 1946 zdał maturę w I Państwowej Szkole Męskiej Stopnia Podstawowego i Licealnego w klasie o profilu humanistycznym. W 1982 jako emeryt został wybrany ławnikiem sądowym w Sanoku.

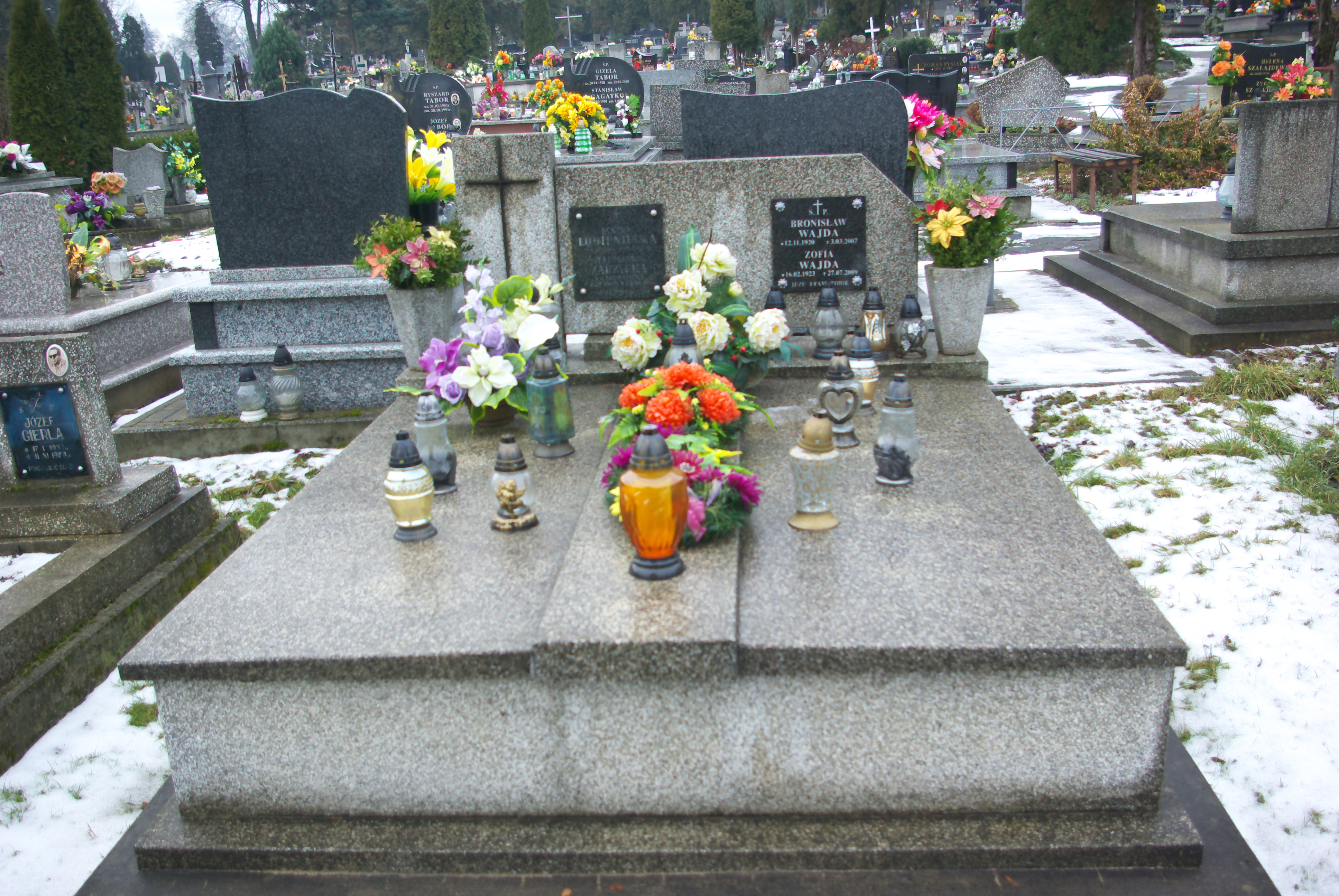
Nagrobek Bronisława i Zofii Wajdów

Bronisław Wajda zmarł 3 marca 2007. Jego żoną była Zofia (1923–2009). Oboje zostali pochowani na Cmentarzu Centralnym w Sanoku.
Osoba Bronisława Wajdy została opisana w książce wspomnieniowej Jerzego Ptakowskiego pt. Oświęcim bez cenzury i bez legend (1985).

## Ordery i odznaczenia
- Krzyż Oficerski Orderu Odrodzenia Polski (1986)[26][27][28]
- Krzyż Kawalerski Orderu Odrodzenia Polski[3]
- Krzyż Oświęcimski (1986)[27][29]
- Odznaka „Zasłużony dla Sanoka” (po 1981)[30]
- Dyplom uznania za szczególne osiągnięcia (ZBoWiD, 1980)[20]
- inne odznaczenia[3]